# CIMB Classic
De CIMB Classic is een golftoernooi in Kuala Lumpur, Maleisië, dat meetelt voor de Aziatische PGA Tour en sinds 2013 ook voor de Amerikaanse PGA Tour. 
Dit is het eerste toernooi dat de Amerikaans Tour mee liet tellen voor de FedEx Cup. Spelers die de cut halen, krijgen minimaal 78 punten voor de FedEx Cup. De winnaar krijgt een wildcard voor de Masters.  

## Winnaars
| Jaar                               | Baan                               | Winnaar                            | Score                              | Score                              | Info                                                                                |                                    |
| CIMB Asia Pacific Classic Malaysia | CIMB Asia Pacific Classic Malaysia | CIMB Asia Pacific Classic Malaysia | CIMB Asia Pacific Classic Malaysia | CIMB Asia Pacific Classic Malaysia | CIMB Asia Pacific Classic Malaysia                                                  | CIMB Asia Pacific Classic Malaysia |
| ---------------------------------- | ---------------------------------- | ---------------------------------- | ---------------------------------- | ---------------------------------- | ----------------------------------------------------------------------------------- | ---------------------------------- |
| 2010                               | The Mines Resort & Golf Club       | Ben Crane                          | 266                                | –18                                | 40 spelers                                                                          |                                    |
| 2011                               | The Mines Resort & Golf Club       | Bo Van Pelt                        | 261                                | –23                                | 48 spelers                                                                          |                                    |
| CIMB Classic                       |                                    |                                    |                                    |                                    |                                                                                     |                                    |
| 2012                               | The Mines Resort & Golf Club       | Nick Watney                        | 262                                | –22                                |                                                                                     |                                    |
| 2013                               | Kuala Lumpur Golf & Country Club   | Ryan Moore po                      | 274                                | –14                                | Moore won de play-off van Gary Woodlan Moore kreeg ook een wildcard voor de Masters |                                    |
| 2014                               | Kuala Lumpur Golf & Country Club   | Ryan Moore                         | 271                                | –17                                |                                                                                     |                                    |